# Pseudhapalopus spinulopalpus
Pseudhapalopus spinulopalpus là một loài nhện trong họ Theraphosidae.
Loài này thuộc chi Pseudhapalopus. Pseudhapalopus spinulopalpus được miêu tả năm 1997 bởi Joachim Schmidt & Weinmann.